# Rhododendron excellens
Rhododendron excellens là một loài thực vật có hoa trong họ Thạch nam. Loài này được Hemsl. & E.H. Wilson miêu tả khoa học đầu tiên năm 1910.